# Коата Жоффруа
Коата Жоффруа (лат. Ateles geoffroyi) — примат семейства паукообразных обезьян.

## Классификация
Видовое название дано в честь французского натуралиста Этьена Жоффруа. Близкородственные виды — Ateles belzebuth и Ateles hybridus. Выделяют пять подвидов коаты Жоффруа:
- Ateles geoffroyi geoffroyi
- Ateles geoffroyi grisescens
- Ateles geoffroyi ornatus
- Ateles geoffroyi vellerosus
- Ateles geoffroyi yucatanensis

Некоторые авторы также выделяют подвиды Ateles geoffroyi azuerensis и Ateles geoffroyi frontatus. Кроме того, Ateles fusciceps иногда считается синонимом Ateles geoffroyi, а иногда рассматривается в качестве отдельного вида.

## Описание
Коаты Жоффруа — относительно крупные приматы. Длина тела от 30 до 63 см, вес от 6 до 9 кг. Длина хвоста от 63 до 85 см. Самцы немного крупнее самок.
Цвет шерсти отличается у разных подвидов, и может быть красноватым, рыжим, коричневым, чёрным или светло-коричневым. Кисти передних конечностей и ступни задних конечностей чёрные. Лицо имеет светлые пятна вокруг глаз и носа.
Конечности длинные и тонкие. Руки примерно на 25 % длиннее ног. Большой палец редуцирован, остальные пальцы длинные и сильные, что является приспособлением к брахиации.
Хвост хватательного типа, используется в качестве дополнительной конечности, может выдерживать полный вес животного. Клитор самок очень длинный, зачастую больше, чем пенис самцов.

## Распространение
Встречаются повсеместно в Центральной Америке. Ареал включает Панаму, Коста-Рику, Никарагуа, Гватемалу, Гондурас, Сальвадор, Белиз и южные районы Мексики. Южный подвид, A. g. grisescens, возможно встречается в Колумбии у границы с Панамой. Населяют различные типы лесов, включая дождевые тропические и листопадные, а также мангровые заросли.

## Поведение
Дневные древесные животные. На землю спускаются чаще, чем другие паукообразные обезьяны. Образуют крупные сообщества от 20 до 42 особей. Каждое сообщество состоит из нескольких групп, проводящих время вместе за поиском пищи. В группах от 2 до 6 особей. В некоторых районах коаты Жоффруа взаимодействуют с обыкновенными капуцинами. Такое взаимодействие может включать взаимный груминг.
В рационе преимущественно фрукты, кроме того — молодые листья и ростки, а также цветы, кора деревьев, насекомые, нектар и семена.
Самки приносят потомство каждые 2—4 года. Беременность длится около 7,5 месяцев, в помёте обычно один, редко два детёныша. До пяти месяцев все детёныши чёрные. Первый месяц после рождения цепляются за брюхо матери, затем переползают на спину. Самки достигают половой зрелости в возрасте четырёх лет, самцы в возрасте пяти лет. В неволе продолжительность жизни составляет до 33 лет.

## Статус популяции
Международный союз охраны природы присвоил этому виду охранный статус «Вымирающий» ввиду быстрого разрушения среды обитания. Три подвида в критическом положении. Другая угроза виду — охота.